# 朱昌祚家族墓
朱昌祚家族墓，位于山东省高唐县梁村镇。是入中华人民共和国山东省省级文物保护单位之一。
2013年，列入第四批山东省文物保护单位，该文物保护单位是一座古墓葬。